# Домашковіце
Домашковиці (пол. Domaszkowice, нім. Ritterswalde) — село в Польщі, у гміні Ниса Ниського повіту Опольського воєводства.
Населення — 635 осіб (2011).

## Демографія
Демографічна структура станом на 31 березня 2011 року:
|          | Загалом | Допрацездатний вік | Працездатний вік | Постпрацездатний вік |
| -------- | ------- | ------------------ | ---------------- | -------------------- |
| Чоловіки | 322     | 79                 | 216              | 27                   |
| Жінки    | 313     | 55                 | 200              | 58                   |
| Разом    | 635     | 134                | 416              | 85                   |